# Vicia japonica
Vicia japonica — вид квіткових рослин з родини бобових (Fabaceae). Ареал охоплює такі країни: Північний Китай, Японія, Корея, Монголія, Східний Сибір.

## Морфологічна характеристика
Цей вид — трав'яниста багаторічна рослина, що виростає до 60–120 см заввишки та має блідо-блакитно-пурпурові квітки. Стебла спочатку жовто-біло волохаті, пізніше ± голі; повзають по землі, підіймаючись на навколишню рослинність, до якої вони прикріплюються вусиками. Листя парноперисте, 5–15 см; прилистки лінійні або лінійно-ланцетні, 5–7 × ≈ 1 мм, край зубчастий; листочки 5–8 парні, від ланцетно-яйцеподібних до яйцеподібних або еліптичних, рідко вузько ланцетно-еліптичні, 10–30 × 6–14 мм, знизу запушені, зверху голі, верхівка тупа та загнута, мукронатна; бічні жилки розріджені, 7–9 парні; вусики 2- або 3-гіллясті. Суцвіття майже рівне листку або трохи довше, з 7–15 квітками, ворсинчасте; приквітки відсутні. Чашечка дзвоноподібна, нерівномірно зубчаста, ворсинчаста. Біб довгасто-ромбоподібний, 15–25 мм, верхівка дзьобиста. Насінини 1–3, сплющено-сфероїдної форми. Цвітіння й плодіння: червень — вересень. 2n = 12, 14, 24.

## Середовище
Зустрічається на висотах від 0 до 3700 метрів над рівнем моря. Вид зустрічається в широкому діапазоні середовищ існування від морського узбережжя до гірських районів, у лісах, на лісових узліссях, у долинах, луках, вздовж водотоків, у заростях і трав'янистих місцях, а також на схилах пагорбів.

## Використання
Рослину збирають у дикій природі для місцевого використання як їжу, а молоде листя та насіння можна готувати. Вид також використовується як джерело корму для худоби.

## Загрози й охорона
У Японії та Кореї прибережні регіони втрачаються через розвиток, переважно через розширення сільського господарства, урбанізацію та будівництво доріг. Однак V. japonica поширена на широкому діапазоні висот та середовищ існування, що зменшує її вразливість до загроз, і не вважається, що існують якісь серйозні загрози, які можуть вплинути на її природоохоронний статус у короткий проміжок часу. Цей вид був зареєстрований у кількох охоронних територіях по всьому ареалу; передбачається пасивне збереження в цих районах, але невідомо, чи практикується активне управління.